# Haarlemmerdijk

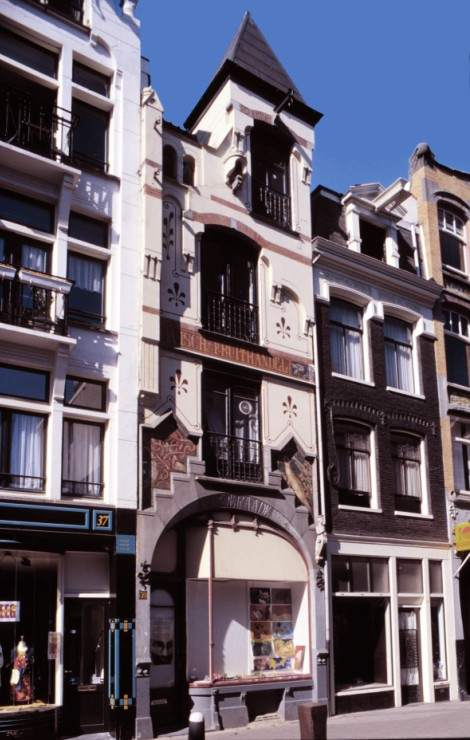
Vue du 39 Haarlemmerdijk.

Haarlemmerdijk (« Digue de Haarlem » en néerlandais) est une rue commerçante de Amsterdam.

## Situation et accès
Située dans l'arrondissement Centrum, elle relie le Korte Prinsengracht au Singelgracht et est située dans le prolongement de Haarlemmerstraat qui rejoint Nieuwendijk, et est parallèle au Haarlemmer Houttuinen et au Brouwersgracht. Haarlemmerdijk constitue l'une des principales rues commerçantes de la ville. Les rues d'Haarlemmerdijk et d'Haarlemmerstraat ont ainsi été désignées comme meilleures rues commerçantes des Pays-Bas en 2011. Elles offrent une très grande variété de magasins : bonbons, lingerie, chaussures de sport, vêtements de mariage, décoration intérieure, livres, vélos, skatewear, charcuterie italienne...
La rue constitue en outre le cœur du Haarlemmerbuurt.

## Historique
La digue fut construite dans le cadre de l'expansion de la ville de 1612. Elle remplaça la partie est de la Spaarndammerdijk, qui était située légèrement plus au sud.  Le Haarlemmer Houttuinen situé plus au nord servait autrefois d'espace de stockage de bois. A l'ouest de la Haarlemmerdijk, au-delà de Haarlemmerplein se trouve la Haarlemmerweg qui conduit jusqu'à la ville de Haarlem.

## Bâtiments remarquables et lieux de mémoire
Entre 1902 et 1955, une ligne tramway partait de la gare centrale d'Amsterdam en direction de Haarlemmerplein puis du Spaarndammerbuurt. Jusqu'en 1944, elle porta le numéro 5, puis le numéro 12 à partir de 1945. Elle fut ensuite remplacée par un bus en 1975.
Le cinéma The Movies est situé sur la rue, au niveau de Haarlemmerplein.